# Ingeborg-Bachmann-Preis 1982
Der Ingeborg-Bachmann-Preis 1982 war der sechste Wettbewerb um den Literaturpreis. Der Lesemarathon fand zum letzten Mal im Rahmen der Woche der Begegnung im Klagenfurter Stadthaus statt.

## Autoren
- Eva Maria Alves
- Jürg Amann
- Birgitta Arens
- Ulla Berkéwicz
- Wolfgang Georg Fischer
- Robert Gratzer
- Alfred Gulden
- Brigitte Gutenbrunner
- Roswitha Hamadani
- Walter Klier
- Friedrich Wilhelm Korff
- Jochen Link
- Jürgen Lodemann
- Engelbert Obernosterer
- Hanns-Josef Ortheil
- Udo Rabsch
- Gerald Szyszkowitz
- Einar Schleef
- Erasmus Schöfer
- Lothar Schöne
- Jutta Schutting
- Walter Vogl
- Johanna Walser
- Uwe Wolff
- Irina Zaharescu
- Michael Zeller
- Matthias Zschokke
- Gerald Zschorsch

## Juroren
- Rolf Becker
- Humbert Fink
- Martin Gregor-Dellin
- Walter Hinck
- Barbara Mantler-Bondy
- Sylvia Patsch
- Marcel Reich-Ranicki
- Gert Ueding
- Heinrich Vormweg
- Ernst Willner

## Preisträger
- Ingeborg-Bachmann-Preis (dotiert mit 120.000 ÖS): Jürg Amann für „Rondo“
- Sonderpreis der Klagenfurter Jury (dotiert mit 75.000 ÖS): Britta Arens für „Katzengold“
- Stipendium der Verleger (dotiert mit 55.000 ÖS): Ulla Berkéwicz für „Josef stirbt“ und Walter Vogl für „Geräusche“